# Objet 416
Pour l’article homonyme, voir SU-100M.
 (septembre 2024).
Si vous disposez d'ouvrages ou d'articles de référence ou si vous connaissez des sites web de qualité traitant du thème abordé ici, merci de compléter l'article en donnant les références utiles à sa vérifiabilité et en les liant à la section « Notes et références ».
L'Objet 416 (en russe : Объект 416) ou encore SU-100M était un projet d'une artillerie automotrice de l'Union soviétique datant de la fin des années 1940.

## Caractéristiques

### Appareillage
L'Objet 416 était équipé du moteur diesel "DG" de 12 cylindre en V, conçu et produit par l'usine Kirov de Tcheliabinsk (ChTZ). Il pouvait en outre délivrer une puissance de 400 ch (294 kW) à 2 100 tr/min. 

## Exemplaire conservé
Le seul exemplaire produit est depuis conservé au musée des Blindés de Koubinka.

## Culture populaire
L'Objet 416 est inclus dans plusieurs jeux:
- dans World of Tanks, il est présenté comme un char moyen de rang huit de la branche soviétique ;
- Dans Codename: Panzers – Cold War (en), comme un char moyen dont le canon de 100 mm peut être remplacé par des lanceurs de missiles antichar, ou rendu amphibie.